# John Thynne, IV marchese di Bath
John Thynne, IV marchese di Bath (St. James's, 1º marzo 1831 – 20 aprile 1896), è stato un diplomatico inglese.

## Biografia
John nacque a St. James's, figlio di Henry Thynne, III marchese di Bath, e di sua moglie Harriet, seconda figlia di Alexander Baring, I barone Ashburton. Egli succedette al padre come marchese nel giugno 1837, all'età di soli sei anni. Studiò a Eton College e a Christ Church di Oxford. Era un devoto anglo-cattolico e un avversario del regolamento "Act 1874" che cercò di sopprimere il ritualismo nella Chiesa d'Inghilterra.

## Carriera
Ha ricoperto la carica di inviato straordinario per l'incoronazione del re Pedro V di Portogallo, il 27 maggio 1858, e inviato straordinario per l'incoronazione di Francesco Giuseppe I, come re d'Ungheria il 25 luglio 1867.
Dal 1874 al 1893, era un amministratore della National Portrait Gallery e, nel 1883, era un fiduciario del British Museum. È stato Presidente del Consiglio della contea di Wiltshire, dopo essere stato un vice tenente di Somerset dal 1853, è stato nominato Lord Luogotenente di Wiltshire nel 1889, incarico che mantenne fino alla sua morte nel 1896.

## Matrimonio
Il 20 agosto 1861, sposò Frances Catherine Isabella Vesey, figlia di Thomas Vesey, III visconte de Vesci. Ebbero sei figli:
- Sir Thomas Henry Thynne, V marchese di Bath (1862-1946);
- Lady Alice Emma Thynne (1863-1942), sposò Sir Michael Shaw-Stewart, VIII Baronetto;
- Lady Katherine Georgina Louisa Thynne (1865-1933), sposò Evelyn Baring, I conte di Cromer ed ebbero figli;
- Lord John Boteville Thynne (1867-1887);
- Lady Beatrice Thynne (1867-1941), morta nubile;
- Tenente-Col. Lord Alexander George Thynne (1873-14 settembre 1918), ucciso in azione, morì celibe.

## Morte
Morì nel 1896 in Italia e venne sepolto a Longbridge Deverill, Wiltshire.

## Ascendenza
|                                      |                                    |                                     | Genitori                              |  |  | Nonni |  |  | Bisnonni                          |  |  | Trisnonni                           |  |
|                                      |                                    |                                     |                                       |  |  |       |  |  | Thomas Thynne, I marchese di Bath |  |  | Thomas Thynne, II visconte Weymouth |  |
|                                      |                                    |                                     |                                       |  |  |       |  |  | Thomas Thynne, I marchese di Bath |  |  | Thomas Thynne, II visconte Weymouth |  |
|                                      |                                    | Louisa Carteret                     |                                       |  |  |       |  |  | Thomas Thynne, I marchese di Bath |  |  |                                     |  |
| Thomas Thynne, II marchese di Bath   |                                    |                                     |                                       |  |  |       |  |  | Thomas Thynne, I marchese di Bath |  |  |                                     |  |
|                                      |                                    | Elizabeth Bentinck                  | William Bentinck, II duca di Portland |  |  |       |  |  |                                   |  |  |                                     |  |
|                                      |                                    | Elizabeth Bentinck                  | William Bentinck, II duca di Portland |  |  |       |  |  |                                   |  |  |                                     |  |
|                                      |                                    | Elizabeth Bentinck                  | Margaret Harley                       |  |  |       |  |  |                                   |  |  |                                     |  |
| Henry Thynne, III marchese di Bath   |                                    | Elizabeth Bentinck                  |                                       |  |  |       |  |  |                                   |  |  |                                     |  |
|                                      |                                    | George Byng, IV visconte Torrington | George Byng, III visconte Torrington  |  |  |       |  |  |                                   |  |  |                                     |  |
|                                      |                                    | George Byng, IV visconte Torrington | George Byng, III visconte Torrington  |  |  |       |  |  |                                   |  |  |                                     |  |
|                                      |                                    | George Byng, IV visconte Torrington | Elizabeth Daniel                      |  |  |       |  |  |                                   |  |  |                                     |  |
| Isabella Elizabeth Byng              |                                    | George Byng, IV visconte Torrington |                                       |  |  |       |  |  |                                   |  |  |                                     |  |
|                                      |                                    | Lucy Boyle                          | John Boyle, V conte di Cork           |  |  |       |  |  |                                   |  |  |                                     |  |
|                                      |                                    | Lucy Boyle                          | John Boyle, V conte di Cork           |  |  |       |  |  |                                   |  |  |                                     |  |
|                                      |                                    | Lucy Boyle                          | Margaret Hamilton                     |  |  |       |  |  |                                   |  |  |                                     |  |
| John Thynne, IV marchese di Bath     |                                    | Lucy Boyle                          |                                       |  |  |       |  |  |                                   |  |  |                                     |  |
|                                      | Francis Baring, I baronetto Baring | Johann Baring                       |                                       |  |  |       |  |  |                                   |  |  |                                     |  |
|                                      | Francis Baring, I baronetto Baring | Johann Baring                       |                                       |  |  |       |  |  |                                   |  |  |                                     |  |
|                                      | Francis Baring, I baronetto Baring | Elizabeth Vowler                    |                                       |  |  |       |  |  |                                   |  |  |                                     |  |
| Alexander Baring, I barone Ashburton | Francis Baring, I baronetto Baring |                                     |                                       |  |  |       |  |  |                                   |  |  |                                     |  |
|                                      |                                    | Harriet Herring                     | William Herring                       |  |  |       |  |  |                                   |  |  |                                     |  |
|                                      |                                    | Harriet Herring                     | William Herring                       |  |  |       |  |  |                                   |  |  |                                     |  |
|                                      |                                    | Harriet Herring                     | Montague Dorothy Dawson               |  |  |       |  |  |                                   |  |  |                                     |  |
| Harriet Baring                       |                                    | Harriet Herring                     |                                       |  |  |       |  |  |                                   |  |  |                                     |  |
|                                      |                                    | William Bingham                     | William Bingham                       |  |  |       |  |  |                                   |  |  |                                     |  |
|                                      |                                    | William Bingham                     | William Bingham                       |  |  |       |  |  |                                   |  |  |                                     |  |
|                                      |                                    | William Bingham                     | Mary Stamper                          |  |  |       |  |  |                                   |  |  |                                     |  |
| Ann Louisa Bingham                   |                                    | William Bingham                     |                                       |  |  |       |  |  |                                   |  |  |                                     |  |
|                                      |                                    | Ann Willing                         | Thomas Willing                        |  |  |       |  |  |                                   |  |  |                                     |  |
|                                      |                                    | Ann Willing                         | Thomas Willing                        |  |  |       |  |  |                                   |  |  |                                     |  |
|                                      |                                    | Ann Willing                         | Anne McCall                           |  |  |       |  |  |                                   |  |  |                                     |  |
|                                      |                                    | Ann Willing                         |                                       |  |  |       |  |  |                                   |  |  |                                     |  |